# Maxim Anatoljewitsch Belogorzew
Maxim Anatoljewitsch Belogorzew (russisch Максим Анатолиевич Белогорцев; * 3. Februar 1996 in Stawropol) ist ein russischer Volleyballspieler.

## Karriere
Belogorzew war mit der russischen Junioren-Nationalmannschaft erfolgreich, als er zwischen 2013 und 2015 U19-Europameister, U19-Weltmeister, U21-Europameister und U21-Weltmeister wurde. In der russischen Superliga spielte der Mittelblocker für Lokomotive Nowosibirsk, für Yugra Samotlor Nischnewartowsk, für  Jaroslawitsch Jaroslawl und seit 2019 für Dynamo Moskau. Hier gewann er 2020 den nationalen Pokal und 2021 die nationale Meisterschaft sowie den europäischen CEV-Pokal. Mit der russischen Nationalmannschaft gewann er bei der Sommer-Universiade 2019 in Neapel die Bronzemedaille.

## Einzelauszeichnungen
- 2014: Bester Blocker U21-Europameisterschaft